# 白令國家公園
64°22′N 173°18′E / 64.367°N 173.300°E

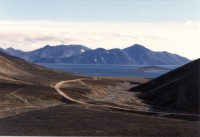

白令國家公園是俄羅斯的國家公園，位於該國東北部楚科奇自治區，成立於2013年，面積30,532平方公里，受副極地氣候影響，最高點海拔高度1,194米。